# 南湖山蘭
南湖山蘭（学名：Oreorchis micrantha）为蘭科山蘭屬下的一个种。

## 扩展阅读
- 維基物種上的相關：南湖山蘭